# Ralf Brand
Ralf Brand (* 11. Januar 1971 in Rottweil) ist ein deutscher Sportpsychologe, Hochschullehrer und Basketballschiedsrichter.

## Laufbahn
Brand studierte Sport und Englisch für das Lehramt (Abschluss im November 1996) sowie in einem Zweitstudium Psychologie (Abschluss im September 1999) an der Universität Konstanz. 2001 legte er seine Doktorarbeit „Schiedsrichter und Stress“ vor, die 2003 mit dem Karl-Feige-Preis ausgezeichnet wurde. Dieser Preis würdigt der Arbeitsgemeinschaft für Sportpsychologie nach „hervorragende Leistungen des wissenschaftlichen Nachwuchses in der Sportpsychologie“. Bereits ab 1997 war er Mitarbeiter im Fach Sportwissenschaft der Universität Konstanz, von 2001 bis 2008 war Brand am Institut für Sportwissenschaft der Universität Stuttgart zunächst wissenschaftlicher Mitarbeiter, dann wissenschaftlicher Assistent. Seine Habilitation mit dem Thema „Sportpsychologische Interventionen und Gesundheitsverhalten“ schloss er 2006 ab, die Arbeit belegte beim Wissenschaftspreis des Deutschen Olympischen Sportbundes („Carl-Diem-Plakette“) den zweiten Rang. 2008 trat er eine Professorenstelle für Sportpsychologie an der Universität Potsdam an.
Er ist geschäftsführender Herausgeber der Zeitschrift „Sportwissenschaft“ sowie wissenschaftlicher Leiter der Unternehmensberatung meisterleistung GmbH. Von 2007 bis 2009 war er Geschäftsführer der Arbeitsgemeinschaft für Sportpsychologie in Deutschland.
Zu den Schwerpunkten von Brands Forschungstätigkeiten gehören Fragen der sportpsychologischen Betreuung im Spitzensport, Doping und Nahrungsergänzungsmittel im Sport, Schiedsrichter im Sportspiel, Bewegung und sportliche Betätigung im Alltag. und weitere Aspekte der Gesunderhaltung durch körperliche Aktivität.
Als Basketball-Schiedsrichter wurde er zwischen 1999 und 2016 in Spielen der Basketball-Bundesliga eingesetzt, hinzu kamen Spielleitungen in weiteren Ligen.